# Leštiny
Leštiny (in ungherese Lestin) è un comune della Slovacchia facente parte del distretto di Dolný Kubín, nella regione di Žilina.